# قاسم بن حيدر الحرفوشي
الأمير قاسم بن حيدر الحرفوشي (... - 1201 هـ)، من أمراء آل حرفوش الذين حكموا البقاع اللبناني منذ أوائل فترة الحكم العثماني.

## أحواله
التجأ الأمير قاسم إلى الأمير بشير الشهابي ليساعده على خلع ابن عمه الأمير جهجاه من حكم بعلبك فأنجده الأمير بشير بفرسان من الشوف فلما وصل الأمير قاسم إلى بعلبك وجد جهجاها بانتظاره فتصدى له وهزمه وفرّق عسكره وأسر منهم جماعة وسلبهم.

ثم حاول قاسم مرة ثانية استرجاع الحكم، فجمع رجاله ودخل بعلبك قاصدا ابن عمه جهجاه واقتحم الصفوف ليصل إليه وكان جهجاه في وسط عساكره فجاءته رصاصة وأردته. وكان شجاعا كابيه ولم يكن به ظلم.

## وفاته
قتل عام 1201 هـ في معركة بينه وبين ابن عمه الأمير جهجاه بن مصطفى وعمره 17 عاما.